# Toshirō Suga

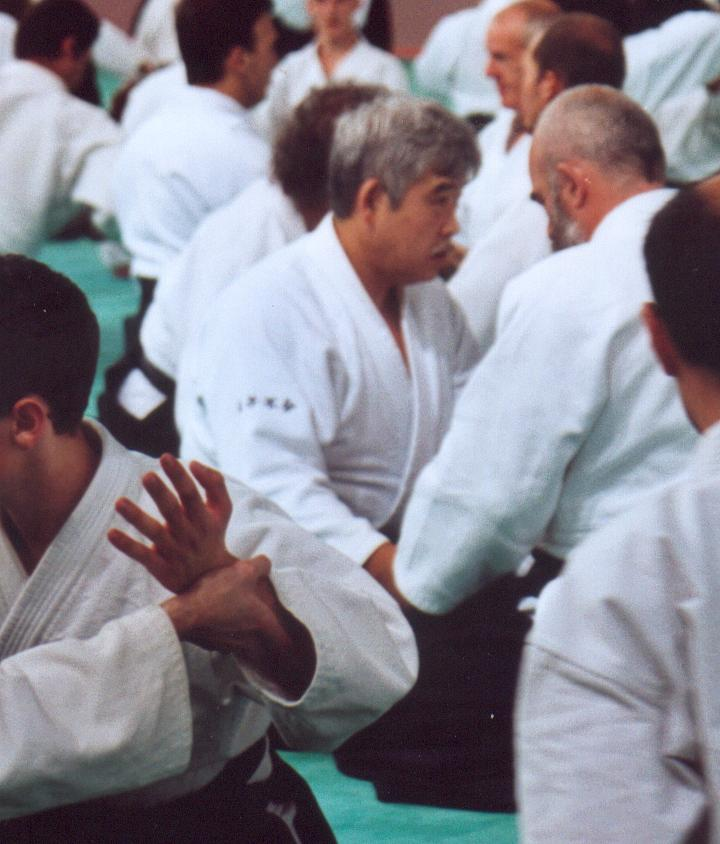
Toshirō Suga, Internationaler Aikido-Lehrgang in Lesneven, 2006

Toshirō Suga (jap. トシロー・スガ; * 22. August 1950 in Tokio) ist ein japanischer Aikidō-Lehrer, Schauspieler und Maler.

## Biographie
Am 16. Februar 1968 begann er bei Ueshiba Morihei im Aikikai Hombu Dōjō in Tokio Aikidō zu lernen. Seither trainierte er unter Kisshōmaru Ueshiba, Tōhei Kōichi, Kisaburō Ōsawa, Seigo Yamaguchi, Sadateru Arikawa, Morihiro Saitō, Akira Tōhei und Mitsugi Saotome. Er ist Träger des 7. Dan Aikikai Tokyo.
Im Jahr 1971 kam er nach Paris, um auf der Kunsthochschule zu studieren. Hier lernte er schließlich Nobuyoshi Tamura kennen und arbeitete bis zu dessen Tod eng mit ihm zusammen.
1979 spielte er im James-Bond-Film Moonraker die Rolle des Chang.
1985 bis 1989 lebte er in Kanada und trainierte Mitglieder der kanadischen Armee in Aikidō und in der Handhabung des Bajonetts.
Sugas Malerei wurde in mehreren Ausstellungen in Paris und Tokio gezeigt, und er ist Mitglied auf Lebenszeit der Gruppe „Le Salon“.
Er leitet in ganz Europa Aikidō-Lehrgänge und ist einer der technischen Leiter in Frankreich. Des Weiteren nimmt er Danprüfungen für die Freie Deutsche Aikidovereinigung (FDAV) ab.